# Frode Kippe
Frode Kippe (Oslo, 17 gennaio 1978) è un calciatore norvegese, di ruolo difensore.

## Carriera

### Club

#### Gli inizi
Proveniente dal Kolbotn, Kippe è passato al Lillestrøm nel 1997. Ha esordito in Eliteserien in data 23 luglio 1997, subentrando a Steinar Pedersen nella partita persa per 0-2 contro lo Stabæk. Il 16 settembre successivo ha debuttato nelle competizioni europee per club: è stato schierato titolare nella vittoria per 0-1 in casa del Twente, sfida valida per l'edizione stagionale della Coppa UEFA. Il 16 maggio 1998 ha trovato la prima rete nella massima divisione locale, nella vittoria per 0-2 sul campo dell'Haugesund.

#### L'approdo in Inghilterra
Il 6 gennaio 1999, Kippe è stato ingaggiato dal Liverpool, che ha versato nelle casse del Lillestrøm la cifra di 700.000 sterline. È stato il secondo acquisto del manager Gérard Houllier. Per debuttare in squadra ha dovuto attendere il 21 settembre 1999, quando è subentrato a Vladimír Šmicer nella vittoria per 4-2 sull'Hull City, sfida valida per l'edizione stagionale della Football League Cup.
A dicembre 1999, Kippe è passato allo Stoke City, in Second Division, con la formula del prestito. È poi tornato al Liverpool nel mese di marzo 2000, completando la stagione nei Reds senza disputare alcun incontro in squadra.
Ad ottobre 2000 è tornato nuovamente allo Stoke City con la formula del prestito, stavolta rimanendo fino al termine dell'annata. In vista della stagione 2001-2002, Kippe è tornato al Liverpool, dove è rimasto fino al mese di febbraio 2002 senza essere mai utilizzato.

#### Il ritorno al Lillestrøm
Kippe è tornato al Lillestrøm per il campionato 2002. È tornato a calcare i campi dell'Eliteserien in data 28 aprile, sostituendo Indriði Sigurðsson nel pareggio per 1-1 arrivato sul campo del Bryne. Ha fatto parte della squadra che ha vinto il Norgesmesterskapet 2007.
Veterano della squadra, già al termine del campionato 2016 è il primatista di presenze in campionato con la maglia del Lillestrøm. Il 22 dicembre di quello stesso anno ha prolungato il contratto che lo legava al club per un'ulteriore stagione.
Il 3 novembre 2017 ha allungato la propria carriera per un'altra annata, legandosi fino al 31 dicembre 2018, disputando così questa nuova stagione da quarantenne. Circa un mese più tardi, il Lillestrøm si è aggiudicato la vittoria finale del Norgesmesterskapet 2017.
Il 6 dicembre 2018 ha firmato un nuovo contratto annuale con il Lillestrøm.
Il 23 ottobre 2019 ha annunciato il suo ritiro dall'attività agonistica. La sua partita di addio al calcio è stata organizzata per il 25 gennaio 2020.
Il 3 novembre 2020, il Lillestrøm ha reso noto che Kippe sarebbe tornato in campo per il finale del campionato. Ha disputato gli ultimi minuti in 3 partite di campionato, contribuendo così al ritorno in Eliteserien del Lillestrøm e ritirandosi definitivamente dall'attività agonistica.

### Nazionale
Kippe ha rappresentato la Norvegia a livello di Under-21, Under-23 e Nazionale maggiore. Ha partecipato al campionato europeo Under-21 1998, in cui la Norvegia si è aggiudicata la medaglia di bronzo.
Il 28 gennaio 2003 ha invece disputato la prima partita per la Norvegia, venendo schierato titolare nella vittoria per 1-2 contro l'Oman a Mascate, nel corso di una sfida amichevole tra le due Nazionali.

## Statistiche

### Presenze e reti nei club
Statistiche aggiornate al 9 settembre 2023.
| Stagione            | Club                | Campionato          | Campionato | Campionato | Coppe nazionali | Coppe nazionali | Coppe nazionali | Coppe continentali | Coppe continentali | Coppe continentali | Altre coppe | Altre coppe | Altre coppe | Totale | Totale |
| Stagione            | Club                | Comp                | Pres       | Reti       | Comp            | Pres            | Reti            | Comp               | Pres               | Reti               | Comp        | Pres        | Reti        | Pres   | Reti   |
| ------------------- | ------------------- | ------------------- | ---------- | ---------- | --------------- | --------------- | --------------- | ------------------ | ------------------ | ------------------ | ----------- | ----------- | ----------- | ------ | ------ |
| lug.-dic. 1997      | Lillestrøm          | ES                  | 9          | 0          | CN              | -               | -               | CU                 | 4                  | 0                  | -           | -           | -           | 13     | 0      |
| 1998                | Lillestrøm          | ES                  | 24         | 2          | CN              | -               | -               | -                  | -                  | -                  | -           | -           | -           | 24     | 2      |
| gen.-giu. 1999      | Liverpool           | PL                  | 0          | 0          | FACup+CdL       | 0               | 0               | CU                 | 0                  | 0                  | -           | -           | -           | 0      | 0      |
| lug.-dic. 1999      | Liverpool           | PL                  | 0          | 0          | FACup+CdL       | 0+1             | 0               | -                  | -                  | -                  | -           | -           | -           | 1      | 0      |
| dic. 1999-mar. 2000 | Stoke City          | SD                  | 15         | 1          | FACup+CdL       | -               | -               | -                  | -                  | -                  | EFL         | 5           | 0           | 20     | 1      |
| mar.-giu. 2000      | Liverpool           | PL                  | 0          | 0          | FACup+CdL       | 0               | 0               | -                  | -                  | -                  | -           | -           | -           | 0      | 0      |
| lug.-ott. 2000      | Liverpool           | PL                  | 0          | 0          | FACup+CdL       | 0               | 0               | CU                 | 0                  | 0                  | -           | -           | -           | 0      | 0      |
| ott. 2000-giu. 2001 | Stoke City          | SD                  | 19+2       | 0+0        | FACup+CdL       | -               | -               | -                  | -                  | -                  | EFL         | 3           | 0           | 24     | 0      |
| Totale Stoke City   | Totale Stoke City   | Totale Stoke City   | 34+2       | 1+0        |                 | -               | -               |                    | -                  | -                  |             | 8           | 0           | 44     | 1      |
| 2001-feb. 2002      | Liverpool           | PL                  | 0          | 0          | FACup+CdL       | 0+1             | 0+0             | UCL                | 0                  | 0                  | -           | -           | -           | 1      | 0      |
| Totale Liverpool    | Totale Liverpool    | Totale Liverpool    | 0          | 0          |                 | 0+2             | 0               |                    | 0                  | 0                  |             | -           | -           | 2      | 0      |
| 2002                | Lillestrøm          | ES                  | 15         | 1          | CN              | 2               | 2               | UCL                | 2                  | 0                  | -           | -           | -           | 19     | 3      |
| 2003                | Lillestrøm          | ES                  | 25         | 5          | CN              | 4               | 3               | -                  | -                  | -                  | -           | -           | -           | 29     | 8      |
| 2004                | Lillestrøm          | ES                  | 23         | 2          | CN              | 6               | 0               | -                  | -                  | -                  | -           | -           | -           | 29     | 2      |
| 2005                | Lillestrøm          | ES                  | 19         | 1          | CN              | 7               | 1               | -                  | -                  | -                  | RL          | 4           | 1           | 30     | 3      |
| 2006                | Lillestrøm          | ES                  | 25         | 3          | CN              | 3               | 1               | Int                | 1                  | 0                  | RL+RL       | 4+6         | 0+1         | 39     | 5      |
| 2007                | Lillestrøm          | ES                  | 18         | 0          | CN              | 6               | 2               | CU                 | 1                  | 0                  | RL          | 1           | 0           | 26     | 2      |
| 2008                | Lillestrøm          | ES                  | 23         | 1          | CN              | 2               | 0               | CU                 | 2                  | 1                  | -           | -           | -           | 27     | 2      |
| 2009                | Lillestrøm          | ES                  | 28         | 5          | CN              | 4               | 1               | -                  | -                  | -                  | -           | -           | -           | 32     | 6      |
| 2010                | Lillestrøm          | ES                  | 30         | 7          | CN              | 3               | 0               | -                  | -                  | -                  | -           | -           | -           | 33     | 7      |
| 2011                | Lillestrøm          | ES                  | 25         | 3          | CN              | 4               | 1               | -                  | -                  | -                  | -           | -           | -           | 29     | 4      |
| 2012                | Lillestrøm 2        | 3D                  | 2          | 1          | CN              | -               | -               | -                  | -                  | -                  | -           | -           | -           | 2      | 1      |
| 2012                | Lillestrøm          | ES                  | 22         | 2          | CN              | 4               | 2               | -                  | -                  | -                  | -           | -           | -           | 26     | 4      |
| 2013                | Lillestrøm          | ES                  | 24         | 2          | CN              | 5               | 0               | -                  | -                  | -                  | -           | -           | -           | 29     | 2      |
| 2014                | Lillestrøm 2        | 3D                  | 3          | 0          | CN              | -               | -               | -                  | -                  | -                  | -           | -           | -           | 3      | 0      |
| 2014                | Lillestrøm          | ES                  | 19         | 3          | CN              | 3               | 0               | -                  | -                  | -                  | -           | -           | -           | 22     | 3      |
| 2015                | Lillestrøm 2        | 2D                  | 1          | 1          | CN              | -               | -               | -                  | -                  | -                  | -           | -           | -           | 1      | 1      |
| 2015                | Lillestrøm          | ES                  | 24         | 1          | CN              | 0               | 0               | -                  | -                  | -                  | -           | -           | -           | 24     | 1      |
| 2016                | Lillestrøm 2        | 3D                  | 1          | 0          | CN              | -               | -               | -                  | -                  | -                  | -           | -           | -           | 1      | 0      |
| 2016                | Lillestrøm          | ES                  | 22         | 1          | CN              | 2               | 0               | -                  | -                  | -                  | -           | -           | -           | 24     | 1      |
| 2017                | Lillestrøm          | ES                  | 24         | 5          | CN              | 6               | 1               | -                  | -                  | -                  | -           | -           | -           | 30     | 6      |
| 2018                | Lillestrøm          | ES                  | 26         | 0          | CN              | 3               | 0               | UEL                | 2                  | 0                  | SN          | 1           | 0           | 32     | 0      |
| 2019                | Lillestrøm 2        | 3D                  | 1          | 0          | CN              | -               | -               | -                  | -                  | -                  | -           | -           | -           | 1      | 0      |
| 2019                | Lillestrøm          | ES                  | 16+1       | 0+0        | CN              | 0               | 0               | -                  | -                  | -                  | -           | -           | -           | 17     | 0      |
| nov.-dic. 2020      | Lillestrøm          | 1D                  | 3          | 0          | -               | -               | -               | -                  | -                  | -                  | -           | -           | -           | 3      | 0      |
| Totale Lillestrøm   | Totale Lillestrøm   | Totale Lillestrøm   | 444+1      | 44         |                 | 64              | 14              |                    | 12                 | 1                  |             | 16          | 2           | 537    | 61     |
| 2021                | Kolbotn             | 4D                  | 6          | 3          | CN              | -               | -               | -                  | -                  | -                  | -           | -           | -           | 6      | 3      |
| 2023                | Lillestrøm 2        | 3D                  | 1          | 0          |                 | -               | -               | -                  | -                  | -                  | -           | -           | -           | 1      | 0      |
| Totale Lillestrøm 2 | Totale Lillestrøm 2 | Totale Lillestrøm 2 | 9          | 2          |                 | -               | -               |                    | -                  | -                  |             | -           | -           | 9      | 2      |
| Totale              | Totale              | Totale              | 495+1      | 50+0       |                 | 66              | 14              |                    | 12                 | 1                  |             | 24          | 2           | 598    | 67     |

### Cronologia presenze e reti in nazionale
| Cronologia completa delle presenze e delle reti in nazionale ― Norvegia | Cronologia completa delle presenze e delle reti in nazionale ― Norvegia | Cronologia completa delle presenze e delle reti in nazionale ― Norvegia | Cronologia completa delle presenze e delle reti in nazionale ― Norvegia | Cronologia completa delle presenze e delle reti in nazionale ― Norvegia | Cronologia completa delle presenze e delle reti in nazionale ― Norvegia | Cronologia completa delle presenze e delle reti in nazionale ― Norvegia | Cronologia completa delle presenze e delle reti in nazionale ― Norvegia |
| Data                                                                    | Città                                                                   | In casa                                                                 | Risultato                                                               | Ospiti                                                                  | Competizione                                                            | Reti                                                                    | Note                                                                    |
| ----------------------------------------------------------------------- | ----------------------------------------------------------------------- | ----------------------------------------------------------------------- | ----------------------------------------------------------------------- | ----------------------------------------------------------------------- | ----------------------------------------------------------------------- | ----------------------------------------------------------------------- | ----------------------------------------------------------------------- |
| 28-1-2003                                                               | Mascate                                                                 | Oman                                                                    | 1 – 2                                                                   | Norvegia                                                                | Amichevole                                                              | -                                                                       |                                                                         |
| 22-1-2005                                                               | Madinat al-Kuwait                                                       | Kuwait                                                                  | 1 – 1                                                                   | Norvegia                                                                | Amichevole                                                              | -                                                                       | 78’                                                                     |
| 25-1-2005                                                               | Riffa                                                                   | Bahrein                                                                 | 0 – 1                                                                   | Norvegia                                                                | Amichevole                                                              | -                                                                       |                                                                         |
| 28-1-2005                                                               | Amman                                                                   | Giordania                                                               | 0 – 0                                                                   | Norvegia                                                                | Amichevole                                                              | -                                                                       |                                                                         |
| 29-1-2006                                                               | Carson                                                                  | Stati Uniti                                                             | 5 – 0                                                                   | Norvegia                                                                | Amichevole                                                              | -                                                                       |                                                                         |
| 15-11-2006                                                              | Belgrado                                                                | Serbia                                                                  | 1 – 1                                                                   | Norvegia                                                                | Amichevole                                                              | -                                                                       |                                                                         |
| 12-9-2007                                                               | Oslo                                                                    | Norvegia                                                                | 2 – 2                                                                   | Grecia                                                                  | Qual. Euro 2008                                                         | -                                                                       | 90’                                                                     |
| 6-2-2008                                                                | Wrexham                                                                 | Galles                                                                  | 3 – 0                                                                   | Norvegia                                                                | Amichevole                                                              | -                                                                       | 61’                                                                     |
| Totale                                                                  |                                                                         | Presenze                                                                | 8                                                                       |                                                                         | Reti                                                                    | 0                                                                       |                                                                         |

## Palmarès

### Club
- Coppa di Norvegia: 2

Lillestrøm: 2007, 2017

### Individuale
- Difensore dell’anno del campionato norvegese: 1

2007